# Тетрахлорокупрат(II) натрия
Тетрахлорокупрат(II) натрия — неорганическое комплексное соединение двухвалентной меди с рациональной формулой Na2[CuCl4].

## Физические свойства
Твёрдое, светло-зелёное вещество, хорошо растворимое в воде. Образовывает кристаллы, по форме напоминающие деревья или зелёные кораллы. Сингония неизвестна.

## Химические свойства
Разрушает оксидные плёнки металлов, активнее меди. Предположительно, по такой реакции:
{\displaystyle {\mathsf {Na_{2}[CuCl_{4}]+Al_{2}O_{3}\rightarrow 2AlOCl+2NaCl+CuO\downarrow }}}
Добавление к раствору сульфата натрия приводит к смещению равновесия и разрушению комплекса:
{\displaystyle {\mathsf {Na_{2}[CuCl_{4}]+Na_{2}SO_{4}\rightleftarrows CuSO_{4}+4NaCl}}}

## Биологические свойства
4-й класс опасности. 
Летальная доза неизвестна.

## Получение
Действие хлорида натрия на водный раствор сульфата меди(II):
{\displaystyle {\mathsf {CuSO_{4}+4NaCl\rightleftarrows Na_{2}[CuCl_{4}]+Na_{2}SO_{4}}}}
Чистый способ получения соединения действием хлорида натрия на хлорид меди(II):
{\displaystyle {\mathsf {CuCl_{2}+2NaCl\rightarrow Na_{2}[CuCl_{4}]}}}